# Polinomi di Čebyšëv di seconda specie
I polinomi di Čebyšëv di seconda specie (per distinguerli dai polinomi di Čebyšëv di prima specie) sono le componenti di una successione polinomiale che inizia con i seguenti polinomi:
{\displaystyle U_{0}(x)=1}
{\displaystyle U_{1}(x)=2x}
{\displaystyle U_{2}(x)=4x^{2}-1}
e caratterizzati dalla relazione di ricorrenza:
{\displaystyle U_{n+1}(x)=2xU_{n}(x)-U_{n-1}(x)}
Essi costituiscono una successione di polinomi ortogonali rispetto alla funzione peso {\displaystyle {\sqrt {1-x^{2}}}}
sull'intervallo [−1,1]